# 庫爾圖瓦 (密蘇里州)
庫爾圖瓦（英語：Courtois）是位於美國密蘇里州華盛頓縣的非建制地區。

## 歷史
庫爾圖瓦的郵局於1846年設立，1848年關閉後又於1885年重啟，最終於1989年停運。

## 地理
庫爾圖瓦所處的海拔為高於海平面274米（即899英呎），而該地所採用的時區為UTC-6，即北美中部時區（CST）。同時該地設有夏令時間，為UTC-6調快一小時，即UTC-5（CDT）。